# Gatlinburg
Gatlinburg is een plaats (city) in de Amerikaanse staat Tennessee, en valt bestuurlijk gezien onder Sevier County.

## Demografie
Bij de volkstelling in 2000 werd het aantal inwoners vastgesteld op 3382.
In 2006 is het aantal inwoners door het United States Census Bureau geschat op 4906, een stijging van 1524 (45,1%).

## Geografie
Volgens het United States Census Bureau beslaat de plaats een oppervlakte van
26,3 km², geheel bestaande uit land. Gatlinburg ligt op ongeveer 464 m boven zeeniveau.

## Plaatsen in de nabije omgeving
De onderstaande figuur toont nabijgelegen plaatsen in een straal van 32 km rond Gatlinburg.